# 리카르도 라고스
리카르도 프로일란 라고스 에스코바르(Ricardo Froilán Lagos Escobar, 1938년 3월 2일~)는 변호사, 경제학자이자 2000년부터 2006년까지 칠레의 대통령으로 재임한 사회민주주의 정치인이다. 그는 독립민주연합 (Unión Demócrata Independiente) 후보자 호아킨 라빈 (Joaquín Lavín)를 결승투표에서 협소한 차이로 1999년~2000년 대통령 선거에서 승리했다. 그는 1990년부터 칠레의 여당이었던 중도 좌파 민주화를 위한 정당 협력체 출신의 3번째 대통령이다. 칠레사회당 탈당하고 나서 민주주의를 위한 정당에 입당했지만 또 탈당하여 무소속 전향한 그는 2006년 3월 11일에 미첼 바첼레트에게 대통령직을 승계했다. 2007년 5월부터 그는 국제 연합 사무총장 반기문의 기후변화 특사로 재임중이다.
그는 현재 미국의 브라운 대학교에서 정치와 경제 개발을 가르치고 있다.

## 역대 선거 결과
| 선거명           | 직책명        | 대수 | 정당   | 1차 득표율 | 1차 득표수  | 2차 득표율 | 2차 득표수  | 결과 | 당락             |
| ---------------- | ------------- | ---- | ------ | ---------- | ----------- | ---------- | ----------- | ---- | ---------------- |
| 1999-2000년 선거 | 칠레의 대통령 | 38대 | 민주당 | 47.96%     | 3,383,339표 | 51.31%     | 3,683,158표 | 1위  | 칠레 대통령 당선 |